# Турки в Болгарії
Турки в Болгарії (також болгарські турки — болг. Български турци; тур. Bulgaristan Türkleri «Булгарістан Тюрклері») — турецька етнічна група в Болгарії. За останнім переписом населення 2011 року турки становили 8,5 % населення країни або 588 тис. осіб. За віросповіданням переважно мусульмани-суніти. В основному вони проживають у південній області Кирджалі та північно-східних областях: Шуменська, Сілістринська, Разградська та Тирговиштська. Рідна мова — турецька, більшість володіє також болгарською (мова середньої освіти в Болгарії).
Болгарські турки — нащадки турецьких поселенців, які прийшли до регіону після османського завоювання Балкан в кінці XIV — на початку XV століття, а також болгарів, що навернулись до ісламу, які стали отурченими протягом століть османського правління. Турецька громада стала етнічною меншиною, коли після Російсько-турецької війни 1877-78 років було створено Болгарське князівство  Громада має турецьку етнічну самосвідомість і відрізняється від болгарської більшості та решти народів Болгарії своєю власною мовою, релігією, культурою, звичаями та традиціями.

## Сучасність
Протягом останніх декількох років турки Болгарії безуспішно домагаються дозволу влади на організацію щоденної 10-хвилинної турецькомовної новинної передачі на державному телеканалі. Цьому опирається Національна спілка «Атака» і його лідер Волен Сидеров, тоді як керівник правлячої партії Громадяни за європейський розвиток Болгарії Бойко Борисов вважає, що для вирішення цього питання необхідно провести всенародний референдум.
Інтереси турецької меншини в Болгарії представляють партії «Рух за права і свободи» і «Демократи за відповідальність, безпеку і толерантність» (ДОСТ).